# Dee Dee Rainbow

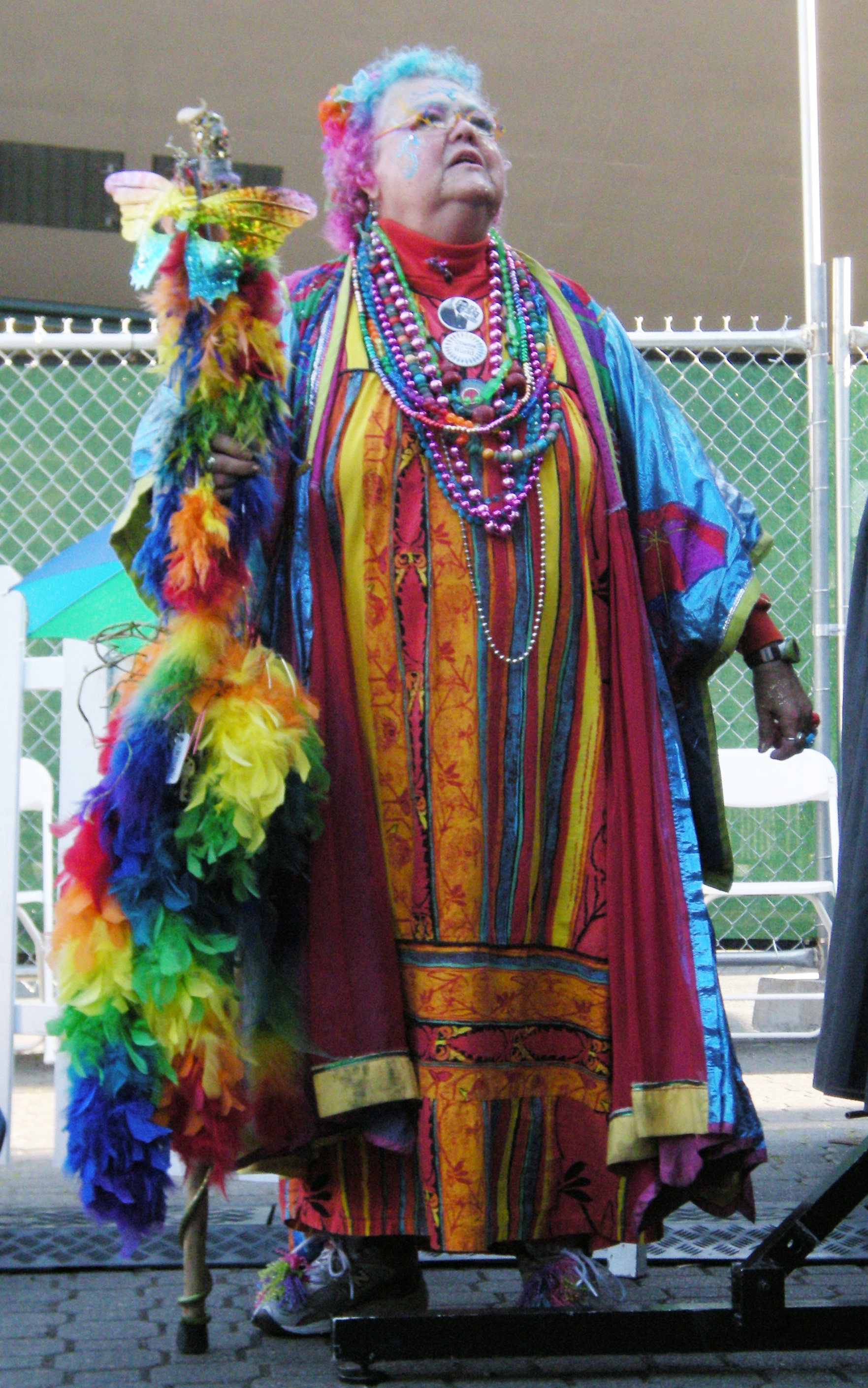
Pani Dee Dee Rainbow podczas Bumbershoot 2008

Dee Dee Rainbow (albo Rainbow Lady, ur. w 1933) – emerytowana nauczycielka plastyki, która przez 30 lat pracowała w szkołach publicznych w Seattle w Stanach Zjednoczonych. Jest artystką-ceramikiem, która w swojej kolorowej pracowni wykonuje ręcznie rzeźbione, zdobione szkłem smoki i anioły według własnego projektu.
Jest oryginalną i rozpoznawalną postacią, barwną ikoną swojego miasta o charakterystycznym emploi – ubraniami w barwach tęczy, mnogością kolorowych piór, paciorków i korali, z barwnym malarskim makijażem. Jest stałym gościem festiwali jazzowych na zachodnim wybrzeżu USA. Kilku muzyków zadedykowało jej swoje utwory, m.in. Bert Wilson & Rebirth utwór Dee Dee Rainbow na płycie Endless Fingers (1997) oraz The Gallopaway Music Company utwór Seattle Rainbow na płycie San Juan Chickens (2005).